# Матвиенко, Сергей Владимирович (бизнесмен)
Серге́й Влади́мирович Матвие́нко (род. 5 мая 1973, Ленинград) — российский предприниматель, долларовый миллиардер (на 2009 год, но в авторитетные списки миллиардеров не попадал), сын бывшего губернатора Санкт-Петербурга, председателя Совета Федерации В. И. Матвиенко и полковника медицинской службы В. В. Матвиенко.

## Карьера
- 1992 год — менеджер чекового инвестиционного фонда «Августина».
- 1995 год — создание компании «Северная феерия».
- 1997 год — основание ООО «Зодчий».

Позднее работал в банках «Ленвнешторг», «Инкомбанк».
- 2001 — советник предправления по информационным технологиям банка «Санкт-Петербург»[3]
- C 2003 по 2010 годы — вице-президент банка «Санкт-Петербург»[3][4].
- 2004 по 2013 годы — работа во Внешторгбанке: в 2005 также стал старшим вице-президентом ВТБ, а в 2006 — гендиректором «ВТБ-девелопмента», занимающегося развитием девелоперских проектов[5].

В 2007 году в Санкт-Петербургском государственном инженерно-экономическом университете защитил диссертацию на соискание учёной степени доктора экономических наук, тема «Теория и методология развития региональной экономики на инновационной основе», научный консультант — доктор экономических наук, профессор, заведующий кафедрой государственного и муниципального управления, заслуженный деятель науки Дмитрий Васильевич Шопенко .
- 23 марта 2012 года становится куратором проекта Мoscow Five[6].

## Семейное положение
В 2004—2006 был женат на певице Заре. В 2008 женился второй раз на аспирантке Юлии, 6 апреля 2009 родилась дочь Арина.

## Интересные факты
В 2008 году С. Матвиенко отметил своё 35-летие в Юсуповском дворце, стоимость мероприятия журналисты оценили в 50—60 тыс. евро.
Согласно рейтингу журнала «Финанс», в 2011 году входил в список 500 российских миллиардеров (за № 486, капитал 4,9 млрд руб.).

## Санкции
30 октября 2022 года, на фоне вторжения России на Украину, внесён в санкционный список США как лицо связанное с ранее попавшей под санкции В. И. Матвиенко. Также находится под санкциями Японии и Канады.